# Hong Kong Airlines
Hong Kong Airlines è una compagnia aerea con hub presso l'aeroporto internazionale di Hong Kong.
Nel 2006 il 45% della proprietà è stato acquistato da Hainan Airlines. Fino a quel momento aveva operato come CR Airways.

## Identità aziendale

### Sede
La sede della compagnia aerea si trova all'undicesimo piano del One Citygate a Tung Chung, sull'isola di Lantau.

### Sussidiarie

#### Hong Kong Aviation Ground Services Limited
Hong Kong Aviation Ground Services Ltd. offre servizi check-in self-service all'interno dell'Aeroporto Internazionale di Hong Kong.

#### KA Holidays Limited
HKA Holidays Ltd. offre servizi legati al turismo, inclusi biglietti per voli charter, pacchetti vacanza e sistemazioni in hotel.

## Destinazioni
A gennaio 2024, Hong Kong Airlines serve 39 destinazioni dal proprio hub di Hong Kong. Di queste, 27 sono raggiunte da voli passeggeri e sono tutte situate in Asia, mentre 19 ricevono anche o solo servizi cargo, divise tra Asia ed Europa.

### Accordi di codeshare
Hong Kong Airlines ha accordi di code share con le seguenti compagnie aeree:
- Air Astana
- Air India
- Air Mauritius
- Asiana Airlines
- Bangkok Airways
- China Eastern Airlines
- El Al[3]
- Etihad Airways
- EVA Air
- Fiji Airways[4]
- Garuda Indonesia
- Grand China Air
- Hainan Airlines
- Kenya Airways
- Royal Brunei Airlines
- Shanghai Airlines
- South African Airways
- Turkish Airlines
- Virgin Australia[5]

## Flotta

### Flotta attuale

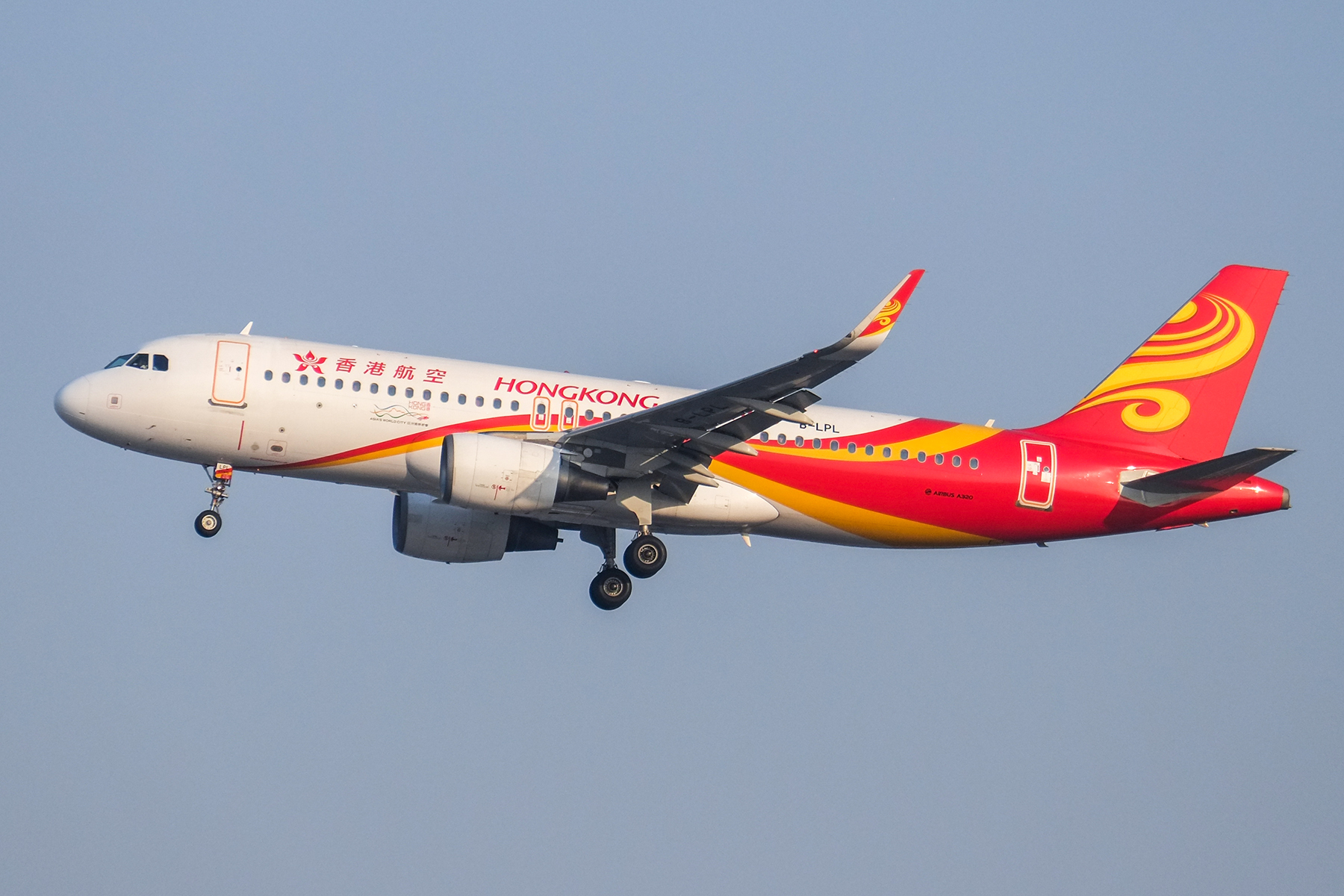
Un Airbus A320.

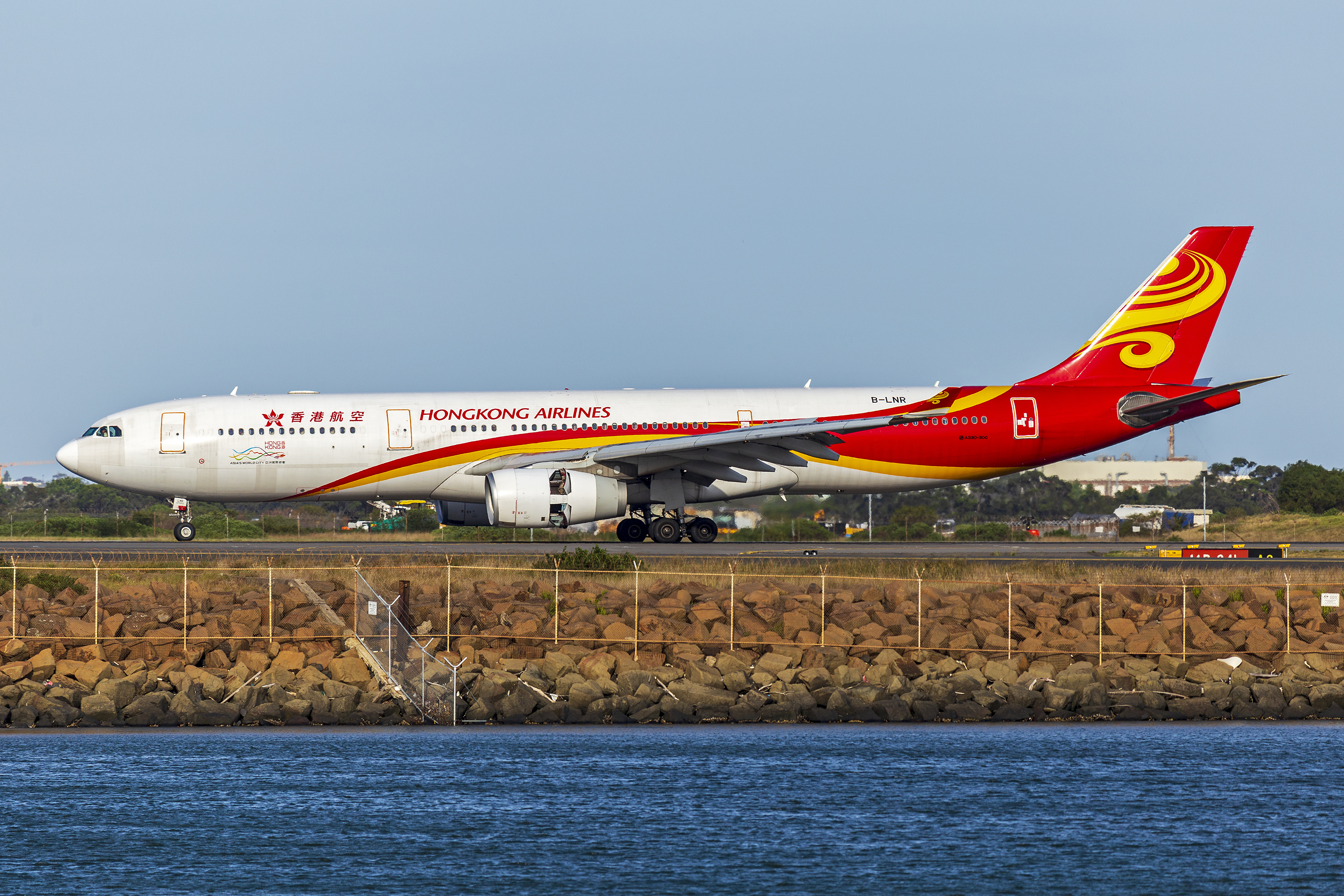
Un Airbus A330-300.

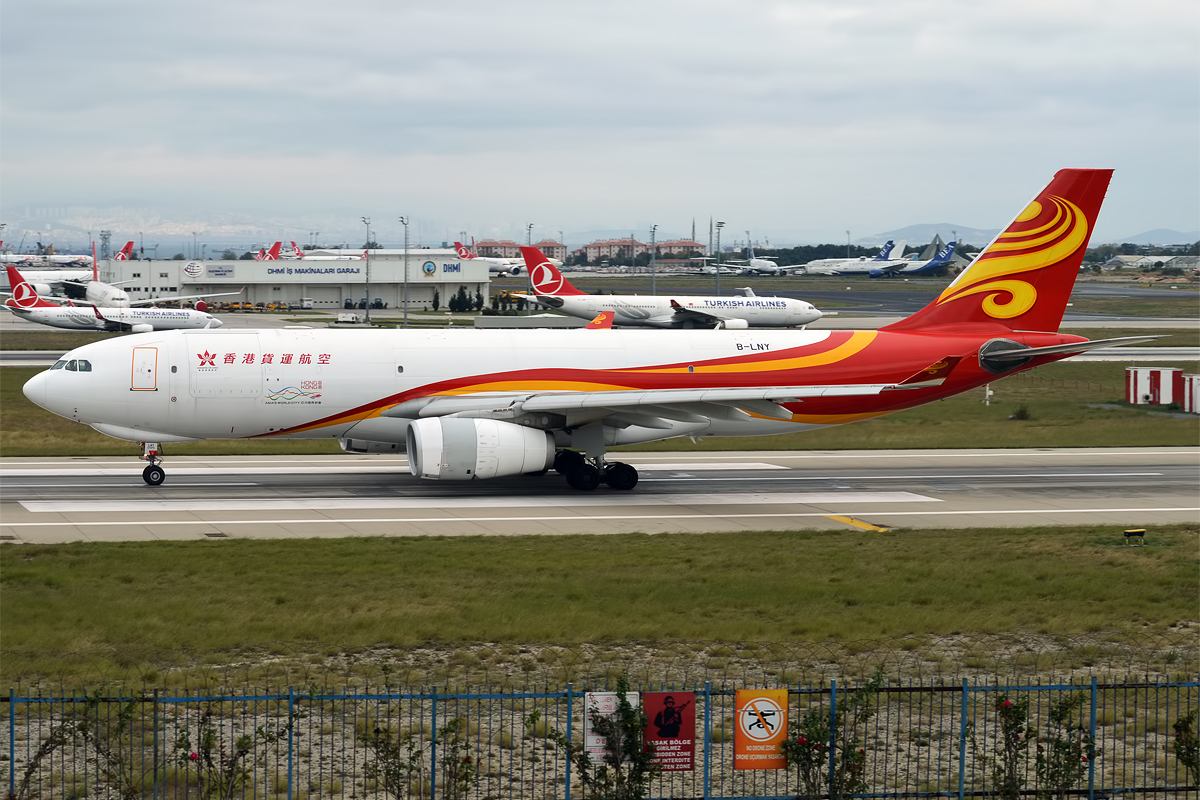
Un Airbus A330-200F.

Hong Kong Airlines opera una flotta formata esclusivamente da aerei Airbus. A gennaio 2024 la flotta risulta composta dai seguenti aeromobili:

### Flotta storica

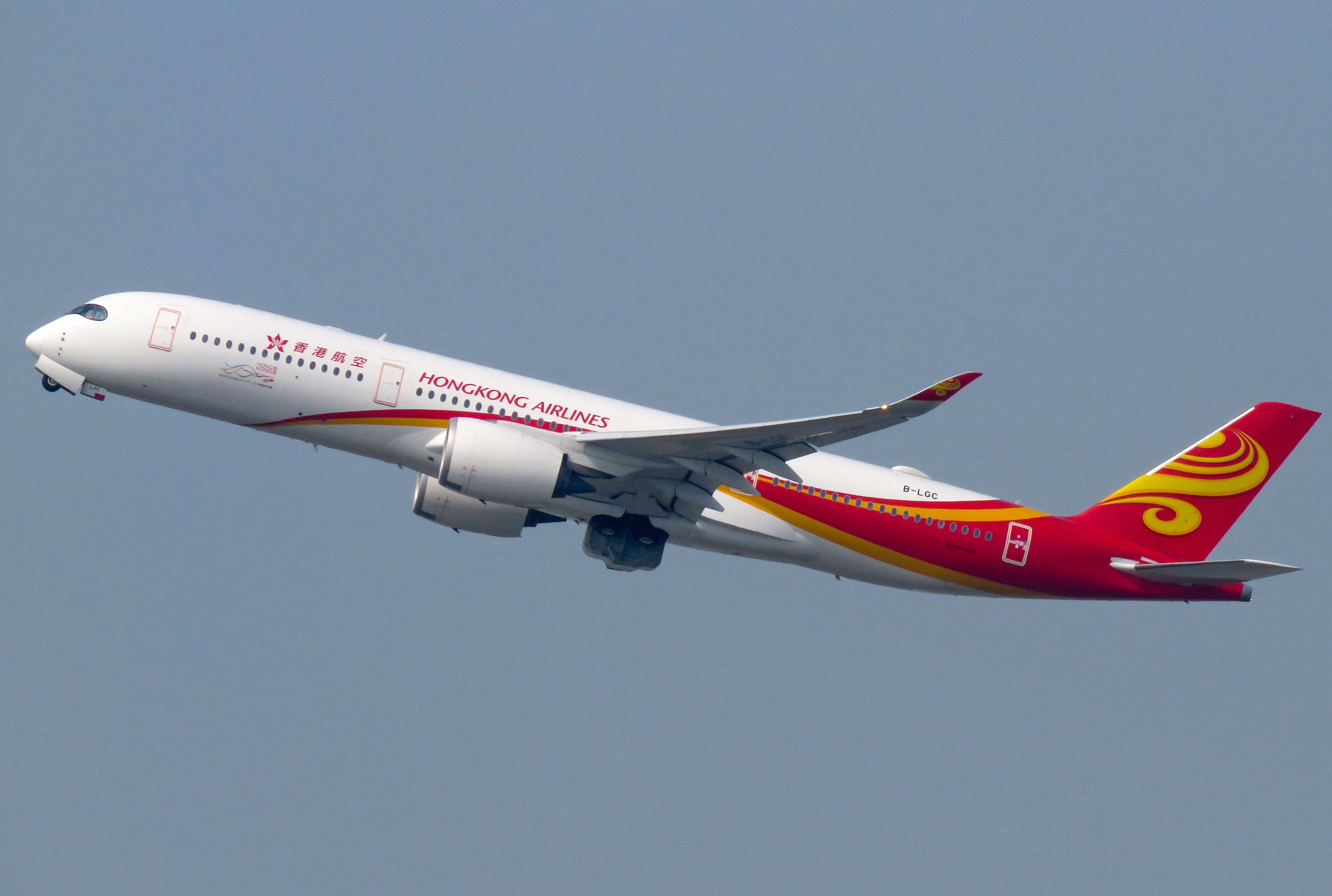
Un Airbus A350-900.

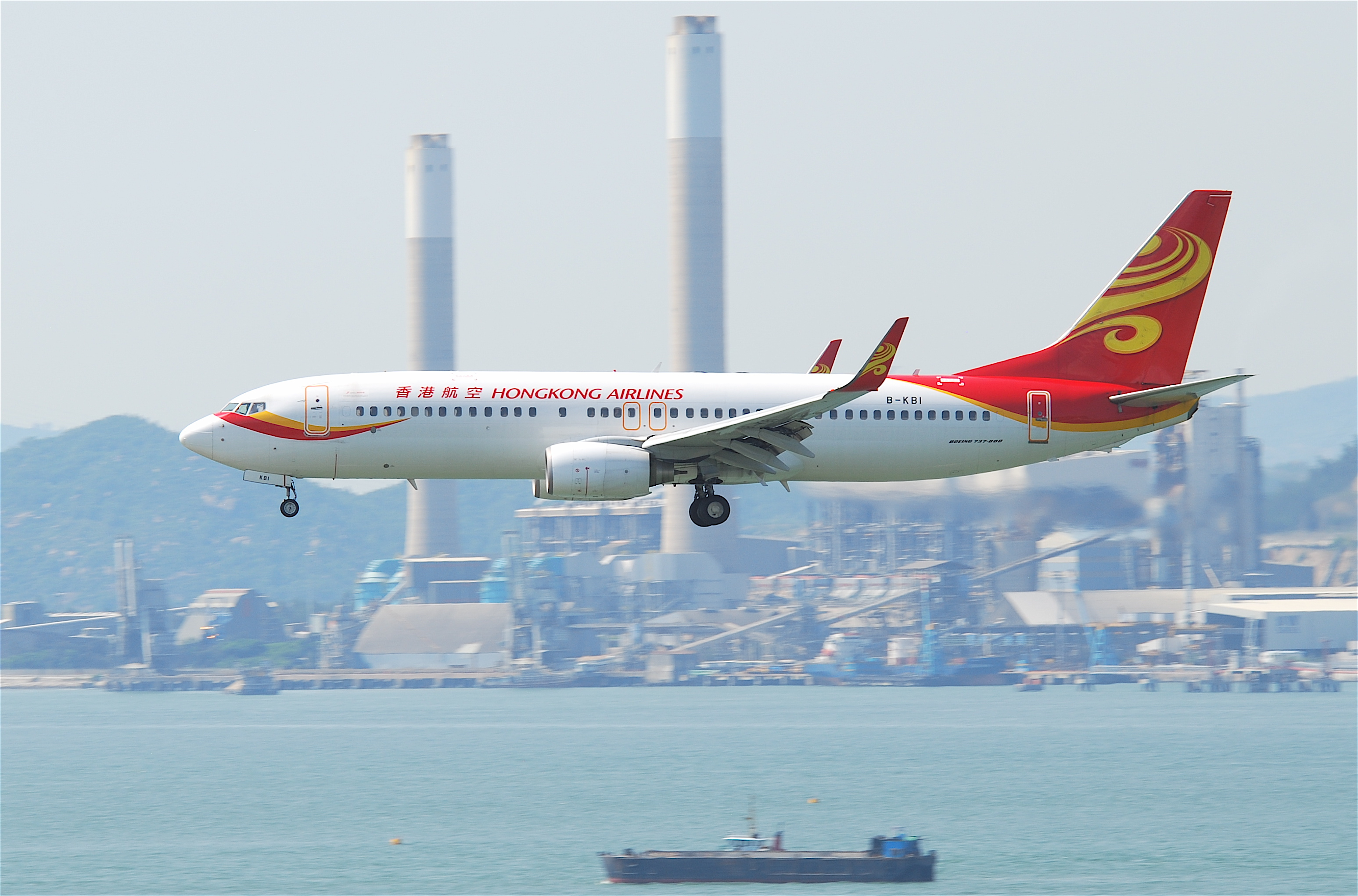
Un Boeing 737-800.

Nel corso degli anni, Hong Kong Airlines ha operato con i seguenti aeromobili: